# Марийские народные сказки
Марийские народные сказки (луговомар. Марий йомак, горномар. Мары ямак) — прозаический жанр фольклора, исторически сложившееся устойчивое эпическое произведение с элементами вымысла и фантастики.
Сюжетная система марийских сказок сформировалась на основе общефинно-угорского сказочного арсенала и заимствования у русского и тюркоязычных народов.
Состав марийских сказок включает три основных вида:
1. волшебные сказки (юзо йомак, йозы ямак);
2. сказки о животных (янлык нерген йомак, йӓнвлӓ гишӓн ямак);
3. бытовые сказки (илыш-йӱла йомак).

Среди них большое место занимают волшебные сказки. Они отличаются более развитым сюжетным действием, чем в сказках о животных и в бытовых сказках. В них соблюдается последовательность сказочной обрядности. Такие мотивы, как отправление героя в подземное царство, который восходит к древнему представлению марийцев о подземном мире, испытание девушек ведьмой Вуверкува, превращение героинь в птиц, отправление героя за гуслями характерны и для верований, и для сказочного творчества народа мари.
В сказках о животных отразились древние представления марийцев о природе: анимизм, антропоморфизм, тотемизм.
В бытовых сказках повествование очень простое, оно лишено обрядности. Данная группа сказок отличается острой идейной направленностью. В них выделяются две основные группы произведений: Одна посвящена осмеянию общечеловеческих пороков, героями здесь выступают глупцы (дураки), лгуны, лентяи, хитрецы, воры; другая изображает семейные конфликты, их герои — глупый и ленивый муж, злая и строптивая жена и т. п.
Марийские сказки имеют много общего со сказками народов Поволжья и Приуралья, особенно в сюжетах и мотивах. Сходство сюжетов обусловлено общностью языков и культуры, длительностью социально-экономических, культурных связей. Но, несмотря на общность сказок, в них много специфического, национального. Это своеобразие проявляется в идейном, эстетическом содержании сказок, в языке, стиле, описании окружающей действительности, бытовой обстановки, действий и поступков героев.